# Stenia turiafalis
Stenia turiafalis là một loài bướm đêm trong họ Crambidae.